# كهف فيالوفا
كهف فيالوفا (пещера Вялова) هو كهف في هضبة منخفضة من جبل شاتيرداغ، القرم.

## وصلات خارجية
- صورة مفم الكهف